# Pfalz D.XII
Le Pfalz D.XII est un avion militaire allemand biplan de la Première Guerre mondiale.

## Conception
Début 1918, l'Idflieg (Inspektion der Fliegertruppen, inspection de l’aviation) diffusa aux avionneurs allemands un rapport sur la technologie du SPAD S.VII, dont les ailes étaient d'une conception particulièrement réussie. Pfalz produisit donc plusieurs prototypes dérivés du Pfalz D.III, avec des ailes copiées de celles du SPAD S.VII. Ces prototypes aboutirent au Pfalz D.XII, équipé d’un moteur Mercedes D.IIIaü d'une puissance de 180 cv. La conception du fuselage monocoque en contreplaqué moulé du Pfalz D.III fut conservée, mais un radiateur de type automobile fut monté à l’avant du moteur.
Le D.XII participa à la compétition de chasseurs d’Adlershof en mai/juin 1918, où il concurrença le Fokker D.VII. 
Dans l’ouvrage « Fokker : Les années créatrices », A.R. Weyl écrit qu'Ernst Udet favorisa le D.XII par rapport au Fokker D.VII, et que son opinion conduisit à des commandes significatives du D.XII, malgré sa sensible infériorité par rapport au D.VII.
On peut distinguer les 200 premiers exemplaires livrés grâce à leurs ailerons et gouvernail de direction rectangulaires. La version suivante était dotée d’un gouvernail de direction plus grand et au profil arrondi.

## Engagements
Le D.XII apparut sur le front en juillet 1918, et s'il était supérieur aux Albatros D.V et Pfalz D.III, il ne reçut pas les faveurs des pilotes allemands, qui lui préféraient le Fokker D.VII. Ils lui reprochaient sa mauvaise maniabilité et la faiblesse de son train d'atterrissage. Cependant, grâce à la structure de ses ailes, le D.XII présentait d’excellentes caractéristiques de vol à grande vitesse en piqué.
Entre 750 et 800 D.XII ont été fabriqués jusqu'à l’armistice de 1918, et 175 appareils furent livrés aux Alliés.

## Opérateurs
Empire allemand
- Luftstreitkräfte

## Survivants
Un de ces appareils est visible au National Air and Space Museum de Washington, un autre au Museum of Flight de Seattle, un troisième au Musée de l'Air et de l'Espace du Bourget, et un quatrième au Australian War Memorial à Canberra.

## Variantes
Pfalz produisit un dérivé du D.XII, le Pfalz D.XIV, doté d’un moteur Mercedes D.IVaü de 200 ch, plus puissant mais aussi plus lourd que celui du D.XII. Pour supporter cette puissance et ce poids accrus, le D.XIV fut équipé d’ailes plus longues et d’un stabilisateur vertical agrandi. Seuls quelques exemplaires de ce type furent construits, et aucun n’entra en service opérationnel. 